# Eduard Pütz
Eduard Pütz (* 13. Februar 1911 in Illerich bei Cochem, Mosel; † 18. Januar 2000 in Bad Münstereifel) war ein deutscher Komponist und Musikpädagoge.

## Leben und Wirken
Eduard Pütz studierte von 1930 bis 1935 Schulmusik und Mathematik an der Musikhochschule und an der Universität in Köln. Seine Kompositionslehrer waren Heinrich Lemacher, Hermann Schroeder und Kaspar Roeseling. Nach dem Krieg arbeitete er zunächst als Verlagsarrangeur und Pianist in verschiedenen Jazzensembles. 1950–1965 war er Studienrat am Gymnasium in Rheinbach, 1965–1979 Dozent für Musiktheorie und Komposition an der Rheinischen Musikschule in Köln. Für sein Wirken wurde er 1997 mit dem Bundesverdienstkreuz am Bande ausgezeichnet.
Eduard Pütz’ Werk umfasst eine Oper, ein Requiem, Orchesterwerke, Kammermusik, Chormusik und Klaviermusik. Als Komponist ging es ihm um die Überwindung der Grenzen zwischen der so genannten „ernsten“ und „unterhaltenden“ Musik; seine Kompositionen beziehen daher häufig Stilmerkmale des Jazz und der Popmusik ein. Eines dieser Werke ist die „Jazz Sonata“ für Klavier (1988), in der eine Synthese zwischen zeitgenössischer Musik und Jazz erreicht ist. Zeitgenössische Tonalität und Jazzharmonik sind hier keine Gegensätze, klassische Formgestaltung und improvisatorische Grundhaltung verbinden sich zu einer Einheit.
Weitere Werke im Cross-over-Stil sind „Twilight Dream“ für Violine und Klavier (1983), „Blues for Benni“ für Viola und Klavier (1991), „Cries in the dark“ für Saxophon und Streichquartett und die „Blues Fantasy“ für 6 Violoncelli. Das Orchesterstück „Blue Fantasy“ wurde 1996 vom Landesjugend-Orchester Nordrhein-Westfalen uraufgeführt und auf CD aufgenommen.
Seine musikalische Überzeugung Pütz 1997 in einem Interview zum Ausdruck gebracht:

„Ernste und leichte Musik haben sich in unserem Jahrhundert stark auseinanderentwickelt, was früher nicht der Fall war. Vor Jahren war diese Trennung noch stärker, heute scheint sich bei vielen wieder beides zusammenzufinden. Ich habe immer dazwischen gestanden. Viele Menschen sehen in der gleichzeitigen Beschäftigung mit Unterhaltungsmusik und ernster Musik eine Verletzung der künstlerischen Reinheit. Sie haben vielleicht recht. Aber Brecht schrieb irgendwo in seinen Schriften über das Theater: »Eine der wichtigsten Funktionen des Theaters ist die Unterhaltung. Wenn ich meine Neigung zu leichteren oder eingänglicheren Formen der Musik unterdrücken würde, wäre ich nicht ehrlich.«“

Pütz schrieb auch viele leicht spielbare Werke für Kinder und Jugendliche und reagierte auf Wünsche aus der Praxis. Einige Werke werden häufig im Unterricht verwendet, darunter „Mr. Clementi goin’ on holidays“ für Klavier, die „Short stories“ für Cello und Klavier oder der Zyklus „Let’s play together“ für Klavier vierhändig.

## Werke (Auswahl)
| - „Hälfte des Lebens“. Klavierstück in zwei Sätzen nach einem Gedicht von Friedrich Hölderlin (1975) - Litaniae alle cinque (1976) - Mr. Clementi goin' on Holidays. Kleine Übungsstücke im Blues- und Rockstil (1976) - Toccata (1976) - Capriccio, Notturno und Blues (1980) - I'm sorry, Mr. Czerny (1988) - Jazz Sonata (1988) - Let's swing, Mr. Bach! 6 Piano Pieces in 'Play-Bach' Style (1991) - Waltzing the Blues, 3 Jazzwalzer (1991) - Young People’s Music Box (1992) - Nachtstücke (1993) - How about that, Mr. Offenbach! (1995) - Jazz-Sonatine (1998) Klavier vierhändig: - Pas de deux. Kleines Ballett für Klavier vierhändig (1991) - 3 Jazz Waltzes für Klavier vierhändig, bearbeitet von Fritz Emonts (1991) - Let's play together, 10 Jazzstücke für Klavier vierhändig (1994) | - Improvisation modale für Flöte und Klavier (1964) - Blue Waltz für Violine (Flöte, Klarinette, Saxophon, Trompete, Cello) und Klavier (1976) - 5 Poems für Violine und Klavier Texten von Shakespeare, Petrarca, Majakowskij, Heine und Verlaine (1980) - Canto epico für Streichquartett (1982) - Meditationen für Bratsche und Gitarre (1983) - Sonate für Viola und Klavier (1984) - Frammenti für vier Bratschen (1986) - Cries in the dark, Blues für Saxophon und Streichquartett (1986) - „O Welt...“ für Oboe, Violine, Bratsche und Cello (1987) - Sonata für 7 Violoncelli (1988) - Funny Serenades für Violine und Klavier (1989) - Adagietto für Violoncello und Klavier (1990) - Blues für Benni, für Viola und Klavier (1991) - Blues Fantasy für 6 Violoncelli (1991) - Tango passionato für 4 Violoncelli (1992) - Twilight Dream für Violine und Klavier (1993) - Capricious Waltz für Flöte und Klavier (1993) - Short Stories, 10 kleine Stücke für Cello und Klavier (1994) - Serenade für Altblockflöte und Akkordeon (1994) - 2. Streichquartett (1995) - Trio für Violine, Violoncello und Klavier (1996) - Jazz-Capriccio für Altsaxophon und Klavier (1998) | - „Rosa mystica“. Vier Meditationen für Orgel (1980) - Konzert für Violoncello und Orchester (1985) - Romanze für Altsaxophon, Violoncello, Streicher und Schlagzeug (1989) - Blue Fantasy für Orchester (1996) - Oper „Riders to the Sea“, Einakter von John Millington Synge, übers. von Heinrich Böll (1972) - Der irre Spielmann, Text von Joseph von Eichendorff für gemischten Chor (1993) - Requiem nach Texten des alten und neuen Testamentes für Sopran, Tenor, Bariton, gemischten Chor und Orchester (1994) |